# Wasser und Seife oder allgemeines Wäschebuch

Wasser und Seife, Deckelillustration

Wasser und Seife, Textillustration

Wasser und Seife ist ein Sachbuch des deutschen Schriftstellers Julius Stinde, das er für den Verlag Richter in Hamburg unter dem Pseudonym Wilhelmine Buchholz herausgegeben hat. Das Buch ist seit 1866 in mehreren Auflagen erschienen, die 5. Auflage (1878) wurde von C. I. H. Müller bearbeitet.

## Titel und Inhalt
Der gesamte Text des Titels der vierten Auflage (1878) lautet: 

„Wasser und Seife oder allgemeines Wäschebuch, umfassend die ganze Praxis der Wäsche, sowohl für den kleinen und großen Haushalt, wie für die größte Bleicherei und Wäscherei, in den sorgfältigen Belehrungen über Gebrauch des Wassers und der Seife, Anwendungen im Verein mit den chemischen Waschmitteln und den neuesten Maschinen und der größten Auswahl von Recepten. Ein gründliches Lehr-, Hand- und unentbehrliches Hülfsbuch für die werdende und schon ausgebildete Wäscherin. Mit vielen den Text erläuternden Holzschnitt-Illustrationen. Herausgegeben im Verein mit mehreren Fachleuten von Wilhelmine Buchholz, praktischer Wäscherin. Hamburg: J. P. Fr. E. Richter 1874.“

In dem Werk werden alle zur damaligen Zeit üblichen Praktiken des Wäschewaschens und -pflegens behandelt, von der Zubereitung des richtigen Waschwassers und der Wahl der passenden Seife bis zum Bleichen und Färben und den dafür zu verwendenden Mitteln. Jedem Waschgut wird sein Behandlungsverfahren zugewiesen, weil Buntzeug, Halbseide, Straußenfedern, Kattun, Flanell und Taffet eigene Reinigungsverfahren erfordern. Das Buch ist mit vielen Illustrationen ausgestattet, in denen die Wasch-, Wring-, Trocken-, Mangel- und Plätt-Apparate der damaligen Zeit erläutert werden.

## Entstehung
In einem autobiographischen Text aus dem Jahre 1897 berichtet Stinde über seine Arbeit für den Verlag Richter in Hamburg. Hier tauchte die Idee auf, ein Buch über die Wäsche zu schreiben, mit dem die Verluste wieder ausgeglichen werden sollten, die ein anderes Buch Stindes, Blicke durch das Mikroskop, verursacht hatten. 

„Es fehlte nämlich in der deutschen Litteratur ein Buch über die Wäsche, ein Buch, das alles enthielte, was zum Waschen, Bleichen, Plätten, Färben, Reinigen, Fleckenausmachen in Beziehung steht, sowohl in Bezug auf den Großbetrieb, als auf den kleinsten Hausstand. Und für dieses Buch war ich ausersehen. Es wurde geschrieben und erschien lieferungsweis. Jedes Buch muß einen Titel haben. Wir nannten es "Wasser und Seife". Und auch einen Verfasser, das heißt, einen Titelverfasser muß es nennen; hier am besten eine Verfasserin. Während wir berieten, sagte der junge Mann der Buchhandlung, es sei vor Zeiten eine wegen ihrer Tüchtigkeit berühmte Wäscherin in Hamburg gewesen, die habe Wilhelmine Buchholz geheißen. Der Name gefiel und wurde auf den Titel gesetzt. Noch jetzt geht "Wasser und Seife" unter ihrem Namen, und wer im Meyer den Artikel "Waschen" nachliest, findet ihn alldort am Schlusse bei der Litteraturangabe verzeichnet.“

Stinde hat den Titel auch in seinem Theaterstück Die Familie Carstens. Genrebild in einem Aufzug verwendet. Frau Carstensen arrangiert den Weihnachtstisch und spricht dabei u. a.:

„Christine krigt en neee Muff, en siden Schört, en witte Klapp und en Book, watt se sik all ümmer wünscht hett, "Wilhelmine Buchholz, Wasser und Seife oder das Ganze der Wäscherei". – Na als ik noch jung wör, da wuschen wie ahn Böker und ahn son Gelehrigkeit und kreegen dat Tüg ok rein. Awer Knaken gehörn dato, de hebbt de niemodschen Fräuleins ja nich mehr.“